# E3 Harelbeke 1967
De E3 Harelbeke 1967 is de tiende editie van de wielerklassieker E3 Harelbeke en werd verreden op 25 maart 1967. Willy Bocklant kwam na 216 kilometer als winnaar over de streep. De gemiddelde uursnelheid van de winnaar was 39,75 km/u.

## Uitslag
| Rang | Naam               | Tijd  |
| ---- | ------------------ | ----- |
| 1    | Willy Bocklant     | 5u26' |
| 2    | Jos Huysmans       | z.t.  |
| 3    | Armand Desmet      | +5"   |
| 4    | Walter Godefroot   | z.t.  |
| 5    | Ward Sels          | z.t.  |
| 6    | Rik Van Looy       | z.t.  |
| 7    | Gerben Karstens    | z.t.  |
| 8    | Eddy Merckx        | z.t.  |
| 9    | Herman Vanspringel | z.t.  |
| 10   | Jan Janssen        | z.t.  |